# Fronteira Eslovénia–Itália
A fronteira entre a Eslovênia e a Itália é uma linha sinuosa de 232 km de extensão, sentido norte sul, que separa a região italiana do Friul-Veneza Júlia, província de Trieste, do território da Eslovênia, na Ístria e Goriska. Inicia-se nos Alpes, na tríplice fronteira Itália-Eslovênia-Áustria, nas imediações do Monte Triglav (Eslovênia) e vai até ao litoral do Mar Adriático, junto a Koper e a menos de 1 km do cabo Debeli Rtič.
Há passagens fronteiriças, dentre as quais aquela entre Gorizia (Itália) e Nova Gorica (Eslovênia), também em Kranjka Gora (Eslovênia).
Essa fronteira foi marcada por disputas desde a Segunda Grande Guerra, quando Itália e Alemanha dividiram a região eslovena e marcaram fronteiras que foram objeto de disputas diplomáticas entre a Iugoslávia e a Itália após a criação do Território Livre de Trieste em 1947, ratificado pelo Tratado de Paris. Essa região ficou sob a égide da ONU até 1954, quando foi definida a divisão e a fronteira local  entre Iugoslávia e Itália. Houve novo e final acordo fronteiriço em 1975 pelo Tratado de Osimo.

## História
O traçado da fronteira, fixado para a parte mais setentrional pela entrada em vigor do Tratado de Paris (1947), foi concluído em 26 de outubro de 1954, quando foi repartido o Território Livre de Trieste, criado após a Segunda Guerra em 1947. Até então, esse território era dividido em duas zonas de ocupação: a Zona A, por tropas anglo-estadunidenses, e a Zona B, por tropas iugoslavas. Quando o memorando de entendimento foi compartilhado, a Itália recuperou a Zona A, enquanto a Iugoslávia ocupou a Zona B e a integrou nas repúblicas socialistas da Eslovênia e da Croácia, estados membros da República Socialista Federativa da Iugoslávia. A partição não seria reconhecida até 1975 no Tratado de Osimo. Desde a sua independência em 1991, a Eslovénia é o único país da extinta Iugoslávia a possuir uma fronteira com a Itália.